# Yornup
Yornup is een plaats in de regio South West in West-Australië. De plaats heeft zijn bestaan te danken aan de houtindustrie.

## Geschiedenis
De naam Yornup is Nyungah van afkomst. De plaats ontwikkelde zich dankzij de houtindustrie. 'Lewis and Reid' bouwde er een houtzaagmolen. De onderneming met de molen werd in 1923 door 'Bunning Brothers' opgekocht. Rond 1935 werd de molen vernieuwd. De houtzaagmolen bleef actief tot die van Donnelly River in 1951 in bedrijf werd genomen.
Rond april 1948 werd begonnen met de aanleg van een spoorweg tussen Yornup en Donnely River. De spoorweg bleef in gebruik tot de laatste stoomlocomotief in maart 1970 uit gebruik werd genomen.
Van 1929 tot 1984 was de 'Yornup Primary School', een basisschool, er actief.

## Beschrijving
Yornup maakt deel uit van het lokale bestuursgebied (LGA) Shire of Bridgetown-Greenbushes, waarvan Bridgetown de hoofdplaats is.
Het houtbedrijf 'Greenacres Mill' is er in de 21e eeuw nog steeds bedrijvig.
In 2021 telde Yornup 94 inwoners.

## Ligging
Yornup ligt langs de South Western Highway, 270 kilometer ten zuiden van de West-Australische hoofdstad Perth, 55 kilometer ten noorden van Pemberton en 10 kilometer ten zuiden van Bridgetown.
De spoorweg die langs Yornup loopt maakt deel uit van het goedere,nspoorwegnetwerk van Arc Infrastructure maar is niet meer in gebruik.

## Klimaat
Yornup kent een gematigd mediterraan klimaat, Csb volgens de klimaatclassificatie van Köppen.

## Externe link

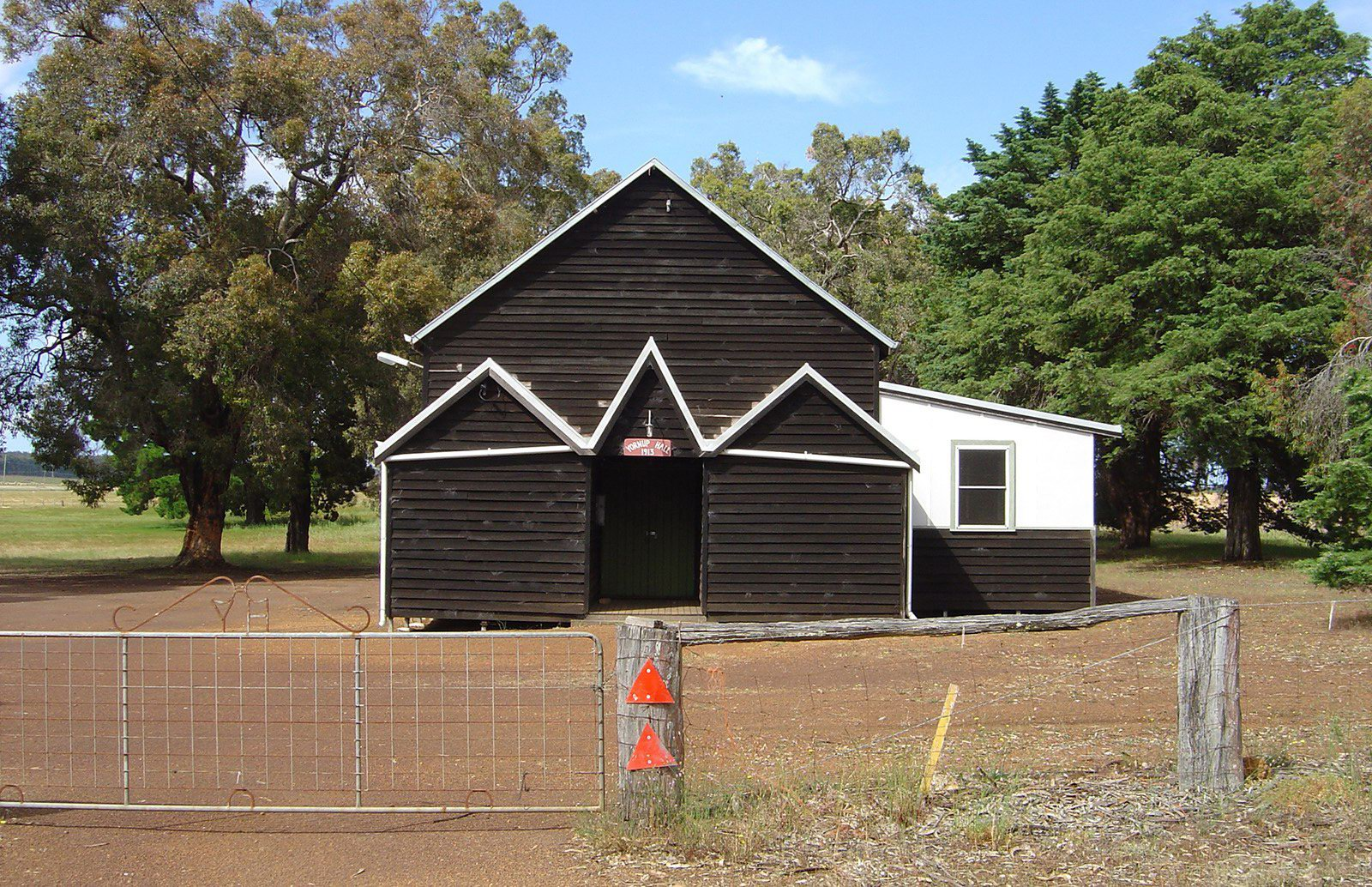
'Yornup Hall' ca. 1913